# Orchestre symphonique d'État de l'URSS pour l'art cinématographique
 (février 2025).
Si vous disposez d'ouvrages ou d'articles de référence ou si vous connaissez des sites web de qualité traitant du thème abordé ici, merci de compléter l'article en donnant les références utiles à sa vérifiabilité et en les liant à la section « Notes et références ».
L'Orchestre symphonique d'État de l'URSS pour l'art cinématographique (en russe : Российский государственный симфонический оркестр кинематографии) est un orchestre russe et soviétique officieusement fondé en novembre 1924.
L'orchestre est établi au cinéma "Ars", situé à Moscou sur la rue Arbat.

## Chefs d'orchestre
Les chefs d'orchestre sont :
- David Blok (ru) (1924-1932)
- Grigori Hambourg (ru) (1931-1962)
- Youri Serebriakov (ru) (invité)
- Veronika Doudarova (invitée)
- Mark Ermler (invité, 1959-1996)
- Eri Klas (invité)
- Niyazi (invité)
- Vladimir Vassiliev (années 1960-années 1980)
- Emin Khatchatourian (1961-1979)
- Alexandre Petoukhov (ru) (1969-1983)
- George Garanian (en) (1972-1979)
- Ivan Spiller (ru) (1965-1978)
- David Stillman (1932-1981)
- Martin Nersessian (1971-1983)
- Youri Nikolaïevski (1971-1984)
- Konstantin Krimets (ru) (1977-1989)
- Sergueï Skripka (ru) (depuis 1977)